# Pałac w Jodłowniku
Pałac w Jodłowniku (niem. Wiesenschloss Tannenberg) – zabytkowy pałac wybudowany w trzeciej ćwierci XIX w. w Jodłowniku w województwie dolnośląskim, w powiecie dzierżoniowskim, w gminie Dzierżoniów.

## Opis
Piętrowy pałac kryty dachem czterospadowym z lukarnami wybudowany na planie prostokąta. Od frontu nad wejściem asymetryczny szczyt z tarczą zegarową i z kartuszem pod oknami drugiego piętra. W kartuszu herby:  Octaviusa Manfreda von Seherr-Thoss (1827-1911) (L)  i jego żony Eugeni von Sternberg-Rudelsdorf (1828-1876) (P).

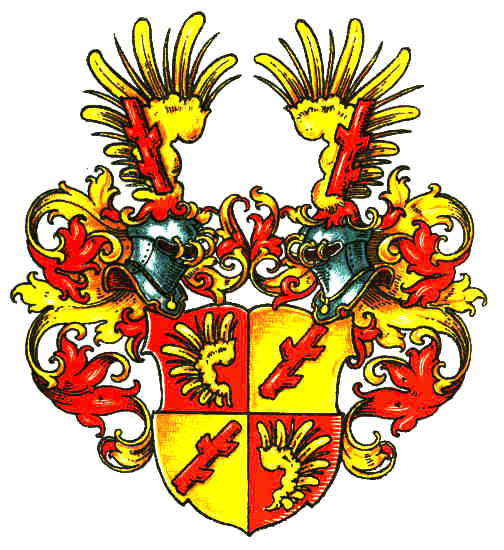
Herb von Seherr-Thoss
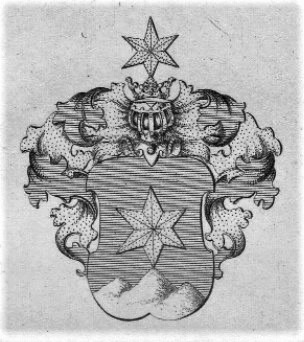
Herb von Sternberg